# Crataegus hudsonica
Crataegus hudsonica är en rosväxtart som beskrevs av Charles Sprague Sargent. Crataegus hudsonica ingår i Hagtornssläktet som ingår i familjen rosväxter. Inga underarter finns listade i Catalogue of Life.